# Бурыхин, Евгений Иннокентьевич
Евге́ний Инноке́нтьевич Бурыхин (1921—1945) — старший сержант Рабоче-крестьянской Красной Армии, участник Великой Отечественной войны, Герой Советского Союза (1945).

## Биография
Евгений Бурыхин родился 22 февраля 1921 года в Красноярске в рабочей семье. Окончил семь классов школы, работал автомотористом. В 1940 году был призван на службу в Рабоче-крестьянскую Красную Армию. С 1941 года — на фронтах Великой Отечественной войны, участвовал в боях на Калининском, Западном, 3-м Белорусском фронтах. Принимал участие в обороне Калинина и боях подо Ржевом, освобождении Могилёвской и Витебской областей Белорусской ССР, Литовской ССР. В 1943 году вступил в ВКП(б). Три раза был ранен: первый раз — тяжело в октябре 1941 года, второй раз — легко в феврале 1942 года, последний раз — легко 22 марта 1943 года в районе города Укмерге, после чего длительное время находился на лечении в госпитале.
В 1941 году Евгений Бухрынин добровольцем вступил в десантные части, совершал прыжки с парашютом на 500 км в тылу врага, занимался подрывом железнодорожных мостов, вражеских эшелонов и линий связи, при взрыве склада боеприпасов был ранен, после выздоровления опять участвовал в рейдах по тылам врага.
14 октября 1942 года Евгений Бурыхин прибыл в 6-й гвардейский истребительно-противотанковый артиллерийский полк 1-й гвардейской истребительно-противотанковой артиллерийской бригады, в 1943 году был назначен наводчиком орудия. К январю 1945 года гвардии старший сержант Евгений Бурыхин командовал орудием 2-й батареи 6-го гвардейского истребительно-противотанкового артиллерийского полка 1-й гвардейской истребительно-противотанковой артиллерийской бригады 39-й армии 3-го Белорусского фронта. Отличился во время боёв в Восточной Пруссии.
В январе 1945 года орудие Бурыхина в составе своего полка поддерживало наступление пехоты при прорыве обороны противника в районе города Тапиау (ныне — Гвардейск, Калининградская область). 24 января 1945 года, прикрывшись бронёй самоходной артиллерийской установки, Бурыхин приблизился к немецкому доту. Заменив выбывшего из строя наводчика, он выстрелом из орудия уничтожил дверь дота. Ворвавшись внутрь, Бурыхин уничтожил 2 вражеских солдат и взял всех остальных в плен. В том бою Бурыхин уничтожил ещё один дот и взял в плен около 30 вражеских солдат. 19 февраля 1945 года во время боя за пригород Кёнигсберга Метгетен (ныне — Посёлок имени Александра Космодемьянского Калининградского горсовета) Бурыхин погиб в бою.
Указом Президиума Верховного Совета СССР от 19 апреля 1945 года за «образцовое выполнение боевых заданий командования на фронте борьбы с немецко-фашистскими захватчиками и проявленные при этом отвагу и геройство» гвардии старший сержант Евгений Бурыхин посмертно был удостоен высокого звания Героя Советского Союза.
Приказом министра обороны СССР от 2 ноября 1985 года навечно зачислен в списки личного состава воинской части. В казарме её второй батареи стояла солдатская кровать и был оформлен уголок с описанием подвига Бурыхина, на территории её городка Бурыхину установлен памятник. В честь Бурыхина 21 мая 1968 года названа улица в Калининграде. В посёлке имени Александра Космодемьянского Бурыхину установлен обелиск с барельефом.

## Награды
- Герой Советского Союза (19.04.1945, медаль «Золотая Звезда»)[4];
- Орден Ленина (19.04.1945)[4];
- Орден Отечественной войны I степени (09.04.1944)[5];
- Орден Красной Звезды (05.06.1944)[6];
- Орден Славы III степени (25.10.1944)[7].